# Planicephalus pallus
Planicephalus pallus är en insektsart som beskrevs av Kramer 1965. Planicephalus pallus ingår i släktet Planicephalus och familjen dvärgstritar. Inga underarter finns listade i Catalogue of Life.